# Ndu 1
 Ndu I  est une localité du Cameroun et le chef-lieu de la commune du même nom Ndu. Elle est rattachée au département du Donga-Mantung, dans la région du Nord-Ouest.

## Géographie
Ndu est situé au centre de la commune, entre les villages de Mbarseh et Njiningo, à environ 145 km de Bamenda.

## Climat
Le climat, de type soudano-guinéen, est marqué par deux saisons et une pluviométrie unimodale. Durant la saison sèche, de novembre à mi-mars, les précipitations sont moindres, en particulier pendant les mois de janvier et février où les précipitations atteignent des valeurs proches de zéro. Pendant la saison des pluies, les précipitations dépassent parfois 400 mm par mois, en particulier en juillet, août et septembre. Chaque année, les précipitations vont de 1 300 à 3 000 mm, avec une moyenne de 2 000 mm .

## Population
En 1970, Ndu fut recensé avec 39 quartiers : Boyar, Jirt I, Jirt II, Kakar, Karh, Kombing, Konohep, Kumngang, Kup, Makeng, Nbacob, Mbade, Mbafu, Mbah, Mbah Central, Mbawo Nbatu, Nbaw Yah, Mbipgo, Mbitong, Mbongong Mbasang, Mbunfu (Mbunkfu), Nbutasing, Nukop, Ndu, Ngulu, Njila, Njinico, Njinsa, Njipfu, Njitop, Ntamro, Ntinso, Ntira, Ndipnjong, Sen, Wowo, Samba. La population totale fut estimée à 18 664 habitants.
Lors du recensement national (3e RGPH) de 2005, on a dénombré 17 191 habitants pour le village de Ndu uniquement, dont 7 919 hommes et 9 272 femmes.
Ndu est une des 10 chefferies du clan Wiya. Les villageois de Ndu se sont installés à Berabe dans la sous-division d’Ako, puis se sont déplacés plus tard à  Konchep dans la région de Nkambe .

## Zone protégée
Le village de Ndu a deux zones protégées, les forêts de Njiningo et celle de Njipkfu .

## Économie

### Agriculture
Plus de 90 % des villageois de la commune de Ndu vivent de l’agriculture. La diversité des sols de la région permet de cultiver une grande variété de produits. Ainsi on peut trouver de la culture d’huile de palme et de riz en basse altitude et des plantations de pomme de terre irlandaise en haute altitude. Les autres cultures fréquentes incluent le thé, l’huile de palme, les plantations de café, de riz, de maïs, de haricots, de pommes de terre, d'ignames ainsi que de bananes plantains. Divers systèmes de production agricole sont employés, parmi lesquels la jachère, la culture mixte, la monoculture, la culture continue et l'agriculture commerciale .

### Élevage
L’élevage est une activité structurante de la commune. Les bovins, chevaux, chèvres, moutons et volailles y sont nombreu .

### Marché
Le marché de Ndu ouvre une fois par semaine ; les colporteurs et camionneurs se déplacent de porte à porte vers les quartiers autour de la place du marché, en vendant des marchandises au détail. Les villageois de la commune — en particulier ceux des villages éloignés — se réunissent ainsi au marché afin de vendre leurs produits et se fournir en produits de base.
Les principaux produits qui attirent les acheteurs et autres commerçants de l'extérieur de la municipalité sont le café, les haricots, le maïs, la cocaïne, le manioc et la patate douce. Le palmier et le raphia sont vendus en grande quantité quotidiennement. La plus grande partie est achetée et vendue au détail dans la ville de Ndu par les intermédiaires où les demandes et les prix sont élevés. Le commerce est la principale source de revenu pour la plupart des ménages.
La vente d'animaux, en particulier de porcs et de chèvres, est également importante. Certains d'entre eux sont achetés en appel d'offres parce que les gens les achètent pour un événement futur. Alors que la plupart des animaux sont vendus directement ou utilisé pour les célébrations ou même les jours de fête comme les jours de Noël.

## Système éducatif
Ndu compte plusieurs écoles primaires dont la CBC Ndu I et la CBC Ndu II, la GBS Ndu, la GS Ndu I et la GS Ndu II, l’IPS Ndu, la Pet Ndu, la ST Roland Ndu, et la PS Ndu .

Il y a aussi plusieurs établissements d’enseignement secondaire dont la GBHS Ndu, la GTHS Ndu, le Prince de la Paix de Ndu, la JMBC Ndu, l’Institut de l’Espoir de Ndu, et l’Institut Ali Typing de Ndu .

## Accès à l’électricité
En 2011, Ndu est un des six villages de la commune à avoir accès à l’électricité. Il y a trois transformateurs dans le village .

## Santé et hôpitaux
Ndu comprend plusieurs centres de soins dont le District Hospital Ndu, le Ndu Urban IHC et le NDU Baptist IHC .

## Réseau routier
De nombreuses routes passent par Ndu dont une route régionale qui relie Ndu, Ngarum, Nseh et Mbiyeh et 9 routes rurales.

### Routes rurales
Ndu est ainsi relié aux villages de Ngarum, Taku, Ntundip et Luh par une des routes rurales. Deux routes relient Ndu, Odoh et Nsih, la première passe par Nseh, la seconde passe par Njifor.
Ndu est aussi relié à Njilah, Wowo, Sehn et Ntumbaw et une quatrième route connecte Ndu aux villages de Njimkang, Ntisaw, Ntamru et Nwa.
Ndu est connecté par une route de 23 km à Mbaseh, Mbongong, Mbokob, Ntayi, Njimjong et deux routes relient Ndu à Mbot, la première passant par Mbarseh, Mbipgo et Fuh, la seconde passant par Ndu- Jirt- Mbarh- Mbot.
La dernière route rurale connecte Ndu aux villages de Njilah et Mangu.